# Купче
Ку́пче — село в Україні, у Буській міській громаді, Золочівського району Львівської області. До 2020 року села Купче та Ракобовти підпорядковувалися Купченській сільській раді, нині орган місцевого самоврядування — Буська міська рада. Населення становить 488 осіб. 

## Географія
Село розташоване за 57 км від обласного центру, 37 км від районного центру та 6 км від адміністративного центру міської громади. За 10 км знаходиться найближча залізнична станція Красне. На півночі межує з селом Ракобовти, на північному сході — з селом Ланерівка, на сході — містом Буськ на півдні та південному заході — з селом Кізлів. По північно-східній межі села тече ріка Західний Буг, від якої у межах села Купче витікає потік Середній та тече до села Кізлів. На межі з Ракобовтами на невеликому просторі тече потік Рудка (притока Західного Бугу). У низовині Західного Бугу територія заболочена.
Вулиці
У селі Купче налічується 5 вулиць.
- Набережна
- Підлісна
- Сонячна
- Хмельницького Богдана
- Шевченка Тараса

## Населення
За даними перепису населення 1880 року у селі Купче мешкало 435 осіб, з них: 290 українців-греко-католиків та 145 поляків. У 1939 році у селі мешкало 720 осіб, з них: 500 українців-греко-католиків, 20 поляків, 20 осадників, 170 українців-римокатоликів та 10 євреїв, наприкінці 1960-х років — 557 осіб. За даними всеукраїнського перепису населення 2001 року у селі мешкало 488 осіб.
Мова
Розподіл населення за рідною мовою за даними перепису 2001 року був наступним:
| українська | 485 | 99,39 |
| російська  | 3   | 0,61  |

## Історія
Купче вперше згадується у письмових джерелах за 1470 рік.
У 1880-х роках у селі діяла греко-католицька церква, школа та каса позичкова ґміни з капіталом 995 злотих.
16 травня 1905 року відбулася канонічна візитація митрополита Андрея Шептицького. Митрополита супроводжували на конях 40 хлопців з Купча і Ракобовтів в українському строї. Митрополит прибув в Купче у супроводі отця-декана Бузецького, о. Григорія Славинського з Кізлова, крилошанина Митрополита консисторії Комарницького та о. Василевського зі Львова з церкви Святої Параскевії і ще 10 священиків. У брамі біля церкви їх зустрічали місцевий священик о. І. Дорош, о. О. Петрушевич з Буська, о. Степан Петрушевич з Польового, о. Цеглевич з Побужан, власник Купча Юрій Ладинський. Гостей привітав парох о. І. Дорош.
1 серпня 1934 року було створено ґміну Буськ у Кам'янко-Струмилівському повіті, до якої також увійшло й село Купче.
За радянських часів село Купче належало до колгоспу імені XXI з'їзду КПРС. Господарство спеціалізувалося на вирощуванні зернових культур (в основному пшениця, жито), з технічних — цукрові буряки, льон, а також на м'ясо-молочному тваринництві. За високі показники у розвитку сільського господарства 32 чоловіки відзначені урядовими нагородами, серед них Є. Г. Гачкевич та М. І. Макар нагороджені орденом Леніна. У селі діяли початкова школа, клуб та бібліотека. 

## Пам'ятки, визначні місця

### Церква Різдва Пресвятої Богородиці
Дерев'яна церква Різдва Пресвятої Богородиці, що була збудована у 1902 році, згоріла під час першої світової війни. В шематизмах виданих по війні відзначена дерев'яна каплиця, збудована у 1918 році (за іншими даними — 1919 році). Громада у 1919 році збудувала нову церкву. Майстром був Семен Куцко, який розмістив її практично на місці попередниці. І ця церква також згоріла у травні 1957 року. На її фундаменті у 1957 році місцева громада під керівництвом Семена Куцка збудувала невелику церкву-каплицю, без особливих архітектурних форм, бо тодішня влада не дозволяла будувати церков. У тому часі вона діяла як Російська православна церква і як дочірня церкві Успіння Пресвятої Богородиці у Ракобовтах. Правили тоді у місцевій церкві о. Андріян Піджарко, о. Богдан Корпало. У 1960 році церкву зачинили. Релігійна громада УГКЦ парафії Різдва Пресвятої Богородиці села Купче зареєстрована 13 грудня 1991 року, стараннями о. Богдана Корпала і від того часу офіційно користується церквою. Освячення церкви відбулося у грудні 1994 року. При церкві створений хор, яким керує дяк Мар'ян Чучман. На парафії відновлено пам'ятний хрест на згадку про скасування панщини у 1848 році, збудовано капличку Божої Матері. Збереглася давня дерев'яна дзвіниця, що була збудована на початку XX століття поблизу церкви. Нині ця невеличка церква виконує роль церковної каплиці.
У 2008 році освячено наріжний камінь під будівництво нового мурованого храму. Святиню будували протягом тринадцяти років на кошти парафіян і завершили у 2021 році. 21 вересня 2021 року відбулося освячення новозбудованого храму. Урочисту службу очолив Преосвященніший Владика Михаїл Колтун у співслужінні духовенства деканату та храму.

## Археологічні розвідки
У XIX столітті на околиці села виявлені сліди язичницького поховання, а також крем'яне знаряддя праці.

## Відомі люди
- Мочульський Юрій Григорович (1995—2023) — український військовик. Старший сержант Збройних сил України. Учасник російсько-української війни, командир взводу у 12-й бригаді спеціального призначення «Азов» Національної гвардії України. Нагороджений орденом «За мужність» III ступеня (посмертно). Народився у селі Купче.
- Чучман Василь Мар'янович (нар. 1976) — український диригент, педагог.